# Ганн, Моузес
Мо́узес Ганн (англ. Moses Gunn; 2 октября 1929, Сент-Луис, Миссури, США — 16 декабря 1993, Гилфорд, Коннектикут, США) — американский актёр. Лауреат премии «NAACP Image Award» (1982) в номинации «Лучший актёр второго плана в кинофильме» за роль Букера Т. Вашингтона (1856—1915) в фильме «Рэгтайм» (1981). Всего за свою 31-летнюю кинокарьеру сыграл в 71 фильме и телесериале. С 1966 года и до своей смерти 16 декабря 1993 года, в 64-летнем возрасте от осложнений астмы, был женат на Гвендолин Мамме Лэндс; остался сын Джастин Пол Моузес (род.1970), ставший каскадёром.